# Podkońce
Podkońce – wieś sołecka w Polsce położona w województwie mazowieckim, w powiecie lipskim, w gminie Rzeczniów.
| SIMC    | Nazwa           | Rodzaj    |
| ------- | --------------- | --------- |
| 0635750 | Podkońce-Szkoła | część wsi |

W latach 1975–1998 miejscowość administracyjnie należała do województwa radomskiego.
Wierni kościoła rzymskokatolickiego należą do parafii Najświętszej Maryi Panny Matki Kościoła w Pasztowej Woli.